# Света водица
Света водица (грч. Αγιασμός) је вода која је освећена током верског обреда и сматра се посебном и лековитом међу хришћанима. 

## У православној цркви
Користи се при многим свештенорадњама и чиновима Цркве, било да се непосредно освећује, било да се користи раније освећена вода: приликом освећивања храмова, домова, гробних споменика и разних предмета који човеку служе или се он њима користи. 
У светој тајни Крштења, освећена вода постаје "водом очишћења, бањом препорода, извором живота", у којој се крштени рађа "водом и Духом" за нову долазећу стварност Царства Небескога.

## У католичкој цркви
У западним обредима Католичке цркве усвојен је термин "благослов воде. Освећење воде у католичкој цркви се одржава у следећим случајевима:
Освећење воде за свету тајну крштења. Од првих векова хришћанства је саставни део свете тајне. Благослов се одвија непосредно пре обављања светих тајни, посебно свечани облик има током ускршњег бдења, током кога, се обично, обавља крштење одраслих катихумена. 
Благослов воде се чини и током појединих празника и Дана сећања на поједине светитеље. Традиција благосиљања воде на Ускрс односи се на древни обичај крштења на ускршњем бдењу. Међутим, током средњег века у Католичкој цркви укорењена ке традиције обреда освећења воде и другим празницима у првом реду, празник крштења Господа и дан Св Агате (5. фебруар). На празник Богојављења (6. јануара) у храмовима освећује се вода, креда и тамјан. 
Освећење воде обавља се и током недељне мисе, а затим се дели парохијанима. Освећена вода се потом чува у посебним чинијама на улазу у храм. На улазу у храм и при изласку парохијани умоче руку у свету воду и учине знак крста.

## Порекло
Освећење воде има своје порекло у првим вековима раног хришћанства, о чему сведоче древни писани извори, као апостолске установе. Евхологион Серапиона Тмуишког као и рани оци Цркве: Теодорит, блажени Јероним, Епифаније и други. Ипак, у почетку није постојало установљено правило када, где и како се врши водоосвећење. Постојала је извесна разлика у тим обредима. Но свима њима је заједничко да се освећење воде врши помоћу одређених молитава, призивањем Светога Духа, као и крстоликим благосиљањем и погружењем у воду Часнога Крста, што и данас чини елементе сваког водоосвећења.
Данас су позната два освећења воде: велико и мало. Велико водоосвећење се врши два пута у години на Крстовдан (Навечерје Богојављења) и на Богојављење, у коме се сећамо Крштења Исуса Христа у реци Јордан, у коме Црква види не само прототип омивања грехова, но и стварно свећење природне воде погружавањем Бога у телу у воду. То је свечани обред којем, скоро редовно, присуствује велико мноштво народа, који освећену воду носе својим домовима, јер се та Света Водица - Богојављенска, чува у сваком дому преко целе године као велика светиња, а користи се само у великој нужди (болести, узнемиравање од стране злих духова). У неким нашим крајевима обичај је да свештеник сам разноси Богојављенску водицу по домовима верника.
Мало водоосвећење врши се у различитим приликама, при другим црквеним чиновима и обредима, па и на захтев појединих верника. Према свакој потреби, може се вршити мало освећење воде у свако време и на сваком месту: у кући, у пољу, у врту и тако даље.

## Традиција у Србији
Традиција је у Српској православној цркви да свештеник у току године два пута посети домове својих верника ради извршења свећења водице, и то на неколико дана пред Крсну славу, и пред највећи хришћански празник - Васкрс. Верује се да доласком свештеника у кућу и свећењем водице, улази благодат Божија у дом. По завршетку чина освећења воде, свештеник кропи сва одељења у кући, као и сву децу која су присутна, при чему она целивају Часни Крст и десницу свештеника.
Освећена водица за Крсну славу сва се употреби на справљање славског колача и кољива, а може и да се остави мало за пиће да сви чланови дома попију по гутљај за освећење душе и тела.

## Традиција у Грчкој
Код православних Грка има доста породица које захтевају од својих свештеника, да неизоставно сваког месеца долазе и врше освећење воде по домовима. 
Света Водица, нарочито она Богојављенска, може се чувати неограничено време. Ма колико се дуго чува, она не губи своју освећујућу благодат, нити постаје подложна кварењу. Има породица које Богојављенску водицу чувају по тридесет и више година, с тим што сваке године, од нове водице, када је донесу из цркве, помало додају у флашу у којој држе стару водицу.